# Goduk
Goduk (nep. गोदक) – gaun wikas samiti we wschodniej części Nepalu w strefie Meći w dystrykcie Ilam. Według nepalskiego spisu powszechnego z 2001 roku liczył on 924 gospodarstw domowych i 4600 mieszkańców (2262 kobiet i 2338 mężczyzn).